# Ronny Neie
SMail, bürgerlicher Name Ronny Neie (* in Velten) ist ein deutscher Musiker, Tontechniker und Musikproduzent.

## Leben und Werk
SMail begann seine Musikerkarriere 1990 als Gitarrist bei der Hennigsdorfer Punkband Die Zusamm-Rottung. Nach seinem Umzug nach Berlin war er ab 1994 Gitarrist und Sänger der Oi!- und Streetpunk-Band Kiezgesöx. Im Jahr 1995 gründete er zusammen mit Halle-Jan die Berliner Punkband The Shocks, bei der er ebenfalls Gitarre und Gesang übernahm. Parallel dazu gründete SMail 2010 die Punkpop-Band Zack Zack, mit der er 2015 zusammen mit Gerrit Meijer von PVC die EP Gerrit & The Rock'n Roll Stalinists aufnahm.
Neben seiner Tätigkeit als Sänger und Gitarrist war er von 1995 bis 1998 zunächst als Tonassistent und später als Tontechniker/Produzent im Lingo Tonstudio Berlin angestellt. Danach war er bis 2001 im „Mobile Recording Service“ tätig. Im Jahr 2006 gründete er Smail Shock Productions und 2009 das Tonstudio Schaltraum im Funkhaus Nalepastraße, das er zusammen mit Tom Schwoll betrieb. Dieses Tonstudio hat die Besonderheit, dass dort vollständig analog produziert werden kann. Im Jahr 2016 gründete SMail das analoge Tonstudio Studio B. Laut eigener Aussage wollte er, vom frühen Punkrock beeinflusst, ein Studio, das etwa den Independentstudios Ende der 1970er Jahre entspricht und in dem beispielsweise auch Liveaufnahmen im analogen Großformat und mit den Geräten der damaligen Zeit möglich sind.
Smail zeichnet unter anderem für Aufnahmen, Mischung und/oder Produktion von Acht Eimer Hühnerherzen, Beatsteaks, Extrabreit, Moses Schneider, Die Skeptiker, Thees Uhlmann, Die Toten Hosen, Goyko Schmidt, Mad Sin, Smoke Blow, Selig, Stereo Total, The Briefs, The Not Amused, The Shocks, Tobias Kuhn, Walter Schreifels, Zack Zack und Zusamm-Rottung verantwortlich.

## Diskographie (Auszug)

### Mit Zusamm-Rottung
- 1990: Jetzt erst recht (Demo)
- 1991: Das Reich der wilden Tiere (LP)
- 1993: Widerstand (LP)
- 1994: Schlachtrufe BRD III: Zusamm'halt, Land der Träume(r)

### Mit Kiezgesöx
- 1994: Verlierer (7"EP, Eigenproduktion)
- 1995: Halunken, auf: Grüsse von der Ostfront (LP Compilation, Halb 7 Records)
- 1995: Kiezgesöx / Shock Troops – Ey! Die Platte (Split LP, Vopo Records 001)
- 1995: Fuck'n Roll / Terrorist / Nachts im Ghetto / Police Car, auf: Sampler – 4 Jahre Vopo Records (VHS Compilation, Vopo Records 003, Liveaufnahmen zusammen mit The Strikes, Zusamm-Rottung und Shock Troops)

### Mit Plastix
- 1996: Beamtenarsch, auf "Berlin Mitte" (7" Compilation, Plattenbau)
- 1998: Stupid Over You #5 (CD Compilation, Stupid Over You)
- 2001: Grüße aus dem Osten!!! (Tape Compilation, mare)

### Mit The Shocks
- 1996: Too Many Kicks in '96 (7"), (Attack Records)
- 1999: Holiday on Zyklonbay (7"), (Attack Records)
- 2000: Antiscene – Fehlpressung 2000 (7"), (Attack Records)
- 2000: Keine Arbeit, (Split-EP mit Antidote und Strohsäcke), (Attack Records)
- 2002: More cuts for you in Zero-Two (LP, Attack Records 17; CD, Dirty Faces Records DF 78)
- 2003: Bored to be in Zero-Three (LP/CD, Dirty Faces DF 72)
- 2003: The 7-Inches (CD/LP, Dirty Faces Records / Attack Records)
- 2003: Shakin Nasties / The Shocks (Split 7"EP, Fanboy Records FAN 304)
- 2004: The Shocks / The Briefs Split (Split-EP mit The Briefs, Radio Blast Recordings, Dirty Faces)
- 2004: Banned from the USA (7"EP/MCD, Dirty Faces DF 62)
- 2004: Live Energy from '99 to '03 (CD Fragile Records)
- 2006: Endsieg / Just another unit (7", Puke'n Vomit Records pnv 34)
- 2007: Brace... Brace... (LP/CD, Dirty Faces DF 45)
- 2012: The 7-Inches Pt. II (LP, Dirty Faces)
- 2020: Live in Mülheim/Ruhr 2003 (LP, Dirty Faces DF 09/2019)

### Mit Zack Zack
- 2010: Demonstrations-Tape Nr. 1 (Tape, Yakuzzi Tapes YAKUZZI!10)
- 2010: Arkadengirl / Rasierter Affe (7", Dirty Faces DF 25)
- 2011: Wir haben Zeit (CD/LP, Dirty Faces DF 24 | LP Re-Issue Modern Action Records 2012)

#### Gerrit & The Rock'n Roll Stalinists
- 2015: Squoodge Collectors Club 2: Eva Braun (is back in town) / Ice cold eyes / Why don't you do it / I wish I could die / Ulan Bator / Me, myself & I (7"EP, Squoodge Records SR CC 10-2)